# ۱۳۸۶ (میلادی)
۱۳۸۶ (میلادی) هزار وسیصد و هشتاد و ششمین سال تقویم میلادی است.

## زادگان
- 16 سپتامبر - هنری پنجم (انگلستان) : پادشاه انگلستان.

## درگذشتگان
‎